# کاکتوس‌های بشکه‌ای پرخار
فروکاکتوس(نام علمی: Ferocactus) نام یک سرده از تیره کاکتوس است.